# Passo (equitazione)

Il passo in un'animazione realizzata attraverso le fotografie di Eadweard Muybridge risalenti al 1887.

Il passo è l'andatura più lenta del cavallo, naturale, camminata e basculata, dove il cavallo poggia gli arti uno per volta, uno dopo l'altro. È un'andatura poco faticosa con velocità che varia da 5 a 7 km/h.
Questo tipo di andatura viene definito simmetrico perché l'appoggio delle due zampe anteriori avviene secondo intervalli di tempo regolari, e basculato perché il cavallo compie un movimento in verticale con il collo per darsi la spinta necessaria a portarsi avanti anche con il resto del corpo.
Il cavallo poggia gli arti uno per volta, uno dopo l'altro, pertanto si riconoscono quattro tempi: anteriore destro, posteriore sinistro, anteriore sinistro e posteriore destro.
A seconda della lunghezza del passo, si distinguono un passo corto, un passo medio (in cui lo zoccolo posteriore del cavallo poggia sull'orma appena lasciata dallo zoccolo anteriore) e un passo lungo (in cui lo zoccolo posteriore del cavallo poggia davanti all'orma appena lasciata dallo zoccolo anteriore).

## Passo spagnolo

Un cavallo andaluso esegue il passo spagnolo.